# سید سعید هاشمی
سید سعید هاشمی (زادهٔ ۶ بهمن ۱۳۵۳ قم)، شاعر و نویسنده‌ی کتابهای کودک و نوجوان است. وی از معدود شاعران معاصر است که در حوزهٔ طنز کودک و نوجوان نیز فعالیت می‌کند. برخی از کتابهای وی نظیر «شاعر گنجشکها» به زبان انگلیسی ترجمه شده‌اند. هاشمی مدتی سردبیر ماهنامهٔ «مهیار» بود که برای جوانان منتشر می‌شد و در زمینهٔ فرهنگ و معارف اسلامی فعالیت می‌کرد. وی ازسال 1390 تا 1400 سردبیر ماهنامهٔ سلام بچه‌ها بود که از سوی دفتر تبلیغات اسلامی حوزه علمیه قم منتشر می‌شود.

هاشمی هم چنین، از آبان ۱۳۹۴ مجله ای در زمینهٔ طنز و کاریکاتور برای کودکان و نوجوانان با نام «لوبیای سحرآمیز» را منتشر کرد. این مجله در حال حاضر، تنها مجله طنز بچه‌های ایران است.

## زندگی
سید سعید هاشمی در سال ۱۳۵۳ در محلهٔ جوی شور شهرستان قم متولد شد. پدر و مادر او اهل خنجین (ناحیه‌ای بین تفرش و آشتیان) بودند که به قم مهاجرت کرده بودند. هاشمی دوران دبستان را در مدرسهٔ پارس و دبیرستان را در مدرسهٔ صدر قم گذراند. او در شانزده سالگی نوشتن طنز و سرودن شعر برای کودکان و نوجوانان را آغاز کرد و در ۱۷ سالگی عضو تحریریهٔ ماهنامهٔ سلام بچه‌ها شد.

این شاعر و نویسنده کودکان تحصیلات کارشناسی ارشد خود را در دانشگاه آزاد اسلامی واحد کاشان گذراند. پایان نامهٔ او تنظیم و تصحیح دیوان شعر علامه حسن‌زاده آملی نام داشت که پس از دفاع، از سوی انتشارات «الف لام میم» چاپ و منتشر شد.

## جوایز و افتخارات
- مجموعهٔ طنز «توی پرانتز» منتخب خنده دارترین کتاب سال ۱۳۹۰ در جشنواره خنده فراخ[۵]
- مجموعهٔ طنز «محله میکروب خان» منتخب خنده دارترین کتاب سال ۱۳۸۹ در جشنواره خنده فراخ و نیز برگزیدهٔ دوازدهمین جشنواره کتاب سلام[۶]
- کسب دیپلم افتخار و برگزیده بخش طنز هشتمین جشنواره مطبوعات کودک و نوجوان کانون پرورش فکری سال ۱۳۸۶ به خاطر نوشتن داستان بلند طنز «روزهای زندگی یک دیکتاتور نسبتاً بزرگ»[۷]
- منظومهٔ «بهار در بادیه» برگزیدهٔ بخش شعر نوجوان دومین دوره جشنوارهٔ بانوی فرهنگ سال ۱۳۸۶‏[۸]
- کتاب «فرشته و عصا» برگزیدهٔ دهمین جشنواره کتاب کودک و نوجوان ۱۳۸۱‏[۹]
- کتاب «فصلی پر از شعر و گیلاس» برگزیدهٔ هشتمین جشنواره کتاب کودک و نوجوان ۱۳۷۸[۱۰]
- کتاب «از نوک خودکار من گل می‌چکد» شایستهٔ تقدیر در بخش شعر کودک چهاردهمین جشنوارهٔ ادبی قلم زرین ۱۳۹۵[۱۱]

## آثار
تألیفات وی در زمینه شعر، داستان و نثر ادبی است که عبارتند از:
1. گریه‌ها و یاکریم‌ها (مجموعه داستانهای تاریخی نوجوان ـ مدرسه ـ ۱۳۷۵ـ چ چهارم۱۳۸۰)
2. تکه ای از آسمان (مجموعه شعر نوجوان ـ کانون پرورش فکری کودکان و نوجوانان ـ ۱۳۷۶)
3. شاعر گنجشکها (مجموعه شعر نوجوان ـ سروش ـ ۱۳۷۶)
4. فصلی پر از شعر و گیلاس (شعر بلندی از زندگی امام خمینی ـ بوستان کتاب ـ ۱۳۷۷ـ چ دوم۱۳۷۸)
5. شبی که به خوابم آمدی (مجموعه داستان تاریخی نوجوان ـ بوستان کتاب ـ ۱۳۷۷)
6. دلهای کبوتری (مجموعه شعر مذهبی نوجوان ـ بوستان کتاب ـ ۱۳۷۹ ـ چ دوم ۱۳۸۲)
7. گلهای بومادران (رمان نوجوان ـ مدرسه ـ ۱۳۸۰)
8. کسی شبیه بهار (مجموعه شعر نوجوان ـ کانون پرورش فکری کودکان و نوجوانان ـ ۱۳۸۰)
9. صبح و غریبه (مجموعه داستان تاریخی نوجوان ـ بوستان کتاب ـ ۱۳۸۱ ـ چ دوم ۱۳۸۷)
10. پر از گل و ستاره (مجموعه شعر کودک ـ گلستان ادب ـ ۱۳۸۱)
11. شب می‌آید باشادی (مجموعه شعر کودک ـ گلستان ادب ـ ۱۳۸۱)
12. فرشته و عصا (مجموعه شعر کودک ـ آستان قدس رضوی ـ ۱۳۸۱)
13. صبح و بوی نان (مجموعه شعر نوجوان ـ آستان قدس رضوی ـ ۱۳۸۳)
14. توی پرانتز (مجموعه طنز نوجوان ـ چرخ فلک ـ ۱۳۸۳ـ چ چهارم ۱۳۹۱)
15. قصهٔ شنیدنی دایی جان (مجموعه داستان طنز نوجوان ـ سورهٔ مهر ـ ۱۳۸۳ـ چ سوم ۱۳۸۹)
16. دو دست، دو بال (مجموعه نثر ادبی مذهبی نوجوان ـ بوستان کتاب ـ ۱۳۸۴ـ چ دوم ۱۳۸۸)
17. پیاده‌رو شلوغ است (مجموعه شعر نوجوان ـ کانون پرورش فکری کودکان و نوجوانان ـ ۱۳۸۵)
18. بهار در بادیه (منظومه ای از کودکی پیامبر اسلام ـ کانون پرورش فکری کودکان و نوجوانان ـ ۱۳۸۵)
19. پیرمرد و صندلی (رمان نوجوان ـ آستان قدس رضوی ـ ۱۳۸۵ـ چ دوم ۱۳۸۷)
20. روزهای زندگی یک دیکتاتور نسبتاً بزرگ (داستان بلند طنز نوجوان ـ نسیم اندیشه ـ ۱۳۸۶)
21. پاسبانها با سهراب چای می‌خورند (مجموعهٔ نثر ادبی جوان ـ نسیم اندیشه ـ ۱۳۸۶)
22. بچه‌های کلاس اول جیم (مجموعه داستان طنز نوجوان ـ نسیم اندیشه ـ ۱۳۸۶)
23. محلهٔ میکروب خان (داستان بلند طنز نوجوان ـ چرخ فلک ـ ۱۳۸۶ـ چ پنجم ۱۳۹۱)
24. من و آقای خورشید (مجموعه شعر کودک ـ مدرسه ـ ۱۳۸۷)
25. به رنگ خاکستر (مجموعه داستان نوجوان ـ توسعهٔ کتاب ایران ـ ۱۳۸۸)
26. قصه‌های ترمه کوچولو ج ۱(مجموعه داستان کودک ـ آستان قدس رضوی ـ ۱۳۸۹)
27. آیت‌الله سید حسن فقیه امامی (مرکز پژوهشهای اسلامی صدا و سیما- ۱۳۸۹)
28. وام دماغ (مجموعه داستان جوان ـ چرخ فلک ـ ۱۳۹۰ـ چ دوم ۱۳۹۱)
29. قصه‌های ترمه کوچولو ج ۲(مجموعه داستان کودک ـ آستان قدس رضوی ـ ۱۳۹۱)
30. دیوان اشعار علامه حسن زادهٔ آملی؛ تنظیم و تصحیح (الف لام میم ـ ۱۳۹۱)
31. دعاهای قبل از خواب (مجموعه نیایشهای کودکانه ـ چرخ فلک ـ ۱۳۹۲)
32. به شیرینی شعر (مجموعه نثر ادبی ـ بوستان کتاب ـ ۱۳۹۲)
33. فرزند آب و مهتاب (داستان بلند تاریخی ـ بوستان کتاب ـ ۱۳۹۲)
34. عشق با نان اضافه (مجموعهٔ داستان طنز ـ چرخ فلک ـ ۱۳۹۳)
35. از نوک خودکار من گل می‌چکد (مجموعه شعر نوجوان ـ کانون پرورش فکر کودکان و نوجوانان ـ ۱۳۹۴)
36. بابابزرگ آلبالو گیلاسی (داستان بلند طنز ـ چرخ فلک ـ ۱۳۹۵)

سید سعید هاشمی در کنار جلال الدین کزازی

## داوری
- داور کتاب سال جشنوارهٔ ماهنامه سلام بچه‌ها (۱۳۷۶ تا ۱۳۸۸)
- داور جشنوارهٔ ملی کتاب کودک و نوجوان (اداره کل ارشاد استان قم ـ ۱۳۹۰)
- داور جشنوارهٔ مطبوعات کانون پرورش فکری کودکان و نوجوانان (تهران ـ ۱۳۷۶)
- داور بخش کودک و نوجوان جشنوارهٔ کتاب سال رضوی (مشهد ـ ۱۳۹۱)
- داور بخش شعر هفدهمین جشنوارهٔ کتاب کانون پرورش فکری کودک و نوجوان (تهران ـ ۱۳۹۳)

## نمونه شعر
| گاهی دلم مثل کویر است  |
| گاهی دلم سرشار باران   |
| گاهی دلم لبریز پاییز   |
| گاهی پر از عطر بهاران  |
| ***                    |
| گاهی دلم روی زمین است  |
| مانند سیبی نارس و کال  |
| گاهی دلم در آسمان هاست |
| لبریز از آواز پر و بال |